# Multiplicação
Na matemática, a multiplicação é uma forma simples de se adicionar uma quantidade finita de números iguais. O resultado da multiplicação de dois números é chamado produto. Ao lado da adição, da divisão e da subtração, a multiplicação é uma das quatro operações fundamentais da aritmética. Os números sendo multiplicados são chamados de coeficientes ou operandos, e individualmente de multiplicando e multiplicador.
{\displaystyle x\times y={\begin{matrix}\underbrace {y+y+\cdots +y} \\{x}\\[-4ex]\end{matrix}}}
(lê-se "x vezes y" ou "y adicionado x vezes")
Assim, por exemplo,
{\displaystyle 3\times 5=5+5+5=15}.
Pode também ser uma operação geométrica - a partir de dois segmentos de reta dados determinar um outro cujo comprimento seja igual ao produto dos dois iniciais (veja aqui).

## Propriedades
- Comutativa: A ordem dos fatores não altera o produto da operação. Assim, se {\displaystyle x\times y=z}, logo {\displaystyle y\times x=z}. Por exemplo: {\displaystyle 5\times 4=4\times 5=20}.
- Associativa: O agrupamento dos fatores não altera o resultado. (Podemos juntar de dois em dois de modo que facilite o cálculo). Assim, se {\displaystyle (x\times y)\times z=w}, logo {\displaystyle x\times (y\times z)=w}. Por exemplo: {\displaystyle (2\times 3)\times 4=2\times (3\times 4)=24}.
- Distributiva: Um fator colocado em evidência numa soma dará como produto a soma do produto daquele fator com os demais fatores. Assim, {\displaystyle x\times (y+z)=(x\times y)+(x\times z)}.
- Elemento neutro: O um (1) é chamado elemento neutro da multiplicação. Assim, {\displaystyle x\times 1=1\times x=x}.
- Fechamento: O produto de dois números reais será sempre um número real.

Na matemática, podemos dizer que a multiplicação é a mais simples forma de agruparmos uma quantidade finita de números. Ao efetuarmos uma multiplicação, chegamos a uma resposta que é chamada de produto. Na geometria, está relacionada também como uma operação geométrica - a partir de dois segmentos de retas dados, podemos determinar um outro cujo comprimento seja igual ao produto dos dois iniciais.
Comutatividade da multiplicação de números naturais:
{\displaystyle x\times y={\begin{matrix}\underbrace {y+y+y+\cdots +y} \\{x}\\[-4ex]\end{matrix}}}
{\displaystyle x\times y={\begin{matrix}\underbrace {y+y+y+\cdots +y} \\{x}\\[-4ex]\end{matrix}}+x-x}
{\displaystyle =x+{\begin{matrix}\underbrace {(y-1)+(y-1)+\cdots +(y-1)} \\{x}\\[-4ex]\end{matrix}}}
{\displaystyle =x+x+{\begin{matrix}\underbrace {(y-2)+(y-2)+\cdots +(y-2)} \\{x}\\[-4ex]\end{matrix}}}
{\displaystyle ={\begin{matrix}\underbrace {x+x+x+\cdots +x} \\{n}\\[-4ex]\end{matrix}}+{\begin{matrix}\underbrace {(y-n)+(y-n)+\cdots +(y-n)} \\{x}\\[-4ex]\end{matrix}}}
Tomando {\displaystyle n=y,} temos:
{\displaystyle ={\begin{matrix}\underbrace {x+x+x+\cdots +x} \\{y}\\[-4ex]\end{matrix}}+{\begin{matrix}\underbrace {(y-y)+(y-y)+\cdots +(y-y)} \\{x}\\[-4ex]\end{matrix}}}
{\displaystyle ={\begin{matrix}\underbrace {x+x+x+\cdots +x} \\{y}\\[-4ex]\end{matrix}}}
{\displaystyle =y\times x}
Distributividade da multiplicação de números naturais:
{\displaystyle x\times (y+z)={\begin{matrix}\underbrace {(y+z)+(y+z)+\cdots +(y+z)} \\{x}\\[-4ex]\end{matrix}}}
{\displaystyle ={\begin{matrix}\underbrace {y+y+y+\cdots +y} \\{x}\\[-4ex]\end{matrix}}+{\begin{matrix}\underbrace {z+z+z+\cdots +z} \\{x}\\[-4ex]\end{matrix}}}
{\displaystyle =x\times y+x\times z}

## Notação
A multiplicação pode ser escrita de várias formas equivalentes. Todas as formas abaixo significam "5 vezes 2":
{\displaystyle 5\times 2}
{\displaystyle 5\cdot 2}
{\displaystyle (5)2,\ 5(2),\ (5)(2),\ 5[2],\ [5]2,\ [5][2]}
{\displaystyle 5*2}
O asterisco é usado frequentemente em computação pois é um símbolo existente em todos os tipos de teclado, mas não é usado quando se escreve matemática à mão (A origem desta notação vem da linguagem de programação FORTRAN.) Frequentemente a multiplicação esta implícita na notação. Isto é o padrão em Álgebra, onde se usa formas como:
{\displaystyle 5x} e {\displaystyle xy.}
O potencial de confusão que isto cria é grande, já que não podemos ter variáveis com mais de uma letra.
É possível se multiplicar um ou mais termos de uma vez. Se os termos não são escritos explicitamente, então o produto pode ser escrito com reticências ... para marcar os termos que estão subentendidos, como em outras operações em série na soma.
Desta forma, o produto de todos os números naturais de 1 a 100 pode ser escrito como {\displaystyle 1\times 2\times \ldots \times 99\times 100}. Isto também pode ser escrito com as elipses (três pontinhos) no meio da linha e não embaixo, como {\displaystyle {\displaystyle 1\times 2\times \dots \times 99\times 100}}.
De forma alternativa, assim como na adição, o produto pode ser escrito usando-se um símbolo de produto chamado produtório Π, que é a letra pi maiúscula do alfabeto grego.
Isto é definido como:
{\displaystyle \prod _{i=m}^{n}x_{i}:=x_{m}\times x_{m+1}\times x_{m+2}\times \cdots \times x_{n-1}\times x_{n}}
O subscrito é uma variável muda ({\displaystyle i} no nosso caso), o limite inferior é ({\displaystyle m}) e o limite superior é {\displaystyle n.}
Assim por exemplo:
{\displaystyle \prod _{i=2}^{6}\left(1+{1 \over i}\right)=\left(1+{1 \over 2}\right)\times \left(1+{1 \over 3}\right)\times \left(1+{1 \over 4}\right)\times \left(1+{1 \over 5}\right)\times \left(1+{1 \over 6}\right)={7 \over 2}}
Podemos também considerar um produto com um número infinito de termos; este é chamados de produto infinito. Apenas como notação, basta substituir n acima pelo símbolo para infinito ({\displaystyle \infty }). Matematicamente, o produtório é definido para séries infinitas como o limite do produto dos {\displaystyle n} primeiros termos, quando {\displaystyle n} cresce sem limite. Isto é:
{\displaystyle \prod _{i=m}^{\infty }x_{i}:=\lim _{n\to \infty }\prod _{i=m}^{n}x_{i}.}
Podemos de forma semelhante substituir {\displaystyle m} por infinito negativo, e
{\displaystyle \prod _{i=-\infty }^{\infty }x_{i}:=\left(\lim _{n\to \infty }\prod _{i=-n}^{m}x_{i}\right)\times \left(\lim _{n\to \infty }\prod _{i=m+1}^{n}x_{i}\right)}
para algum inteiro {\displaystyle m,} desde que o limite exista.

## Indeterminações
Na multiplicação e divisão, existem 3 indeterminações:
- {\displaystyle (\pm {\infty })\div (\pm \infty )}
- {\displaystyle 0\div 0}
- {\displaystyle 0\times \infty }